# Shawbak
Shawbak, Shaubak, Shoubak o Shobak (en árabe: الشوبك‎) es una ciudad de la gobernación de Ma'an al sudoeste de Jordania. Es una de las ciudades más elevadas del país.

## Historia
Shawbak fue en un principio un asentamiento de los edomitas, que tenían su capital en la vecina gobernación de Tafilá, y más tarde fue ocupada por los nabateos en el primer milenio a. C. Se constituyó en unidad administrativa o nahiyá en 1894, perteneciente al departamento otomano de Al Karak. En 1973 fue elevada a kaza o qadaa (de la pronunciación otomana transcrita al inglés), una de las subdivisiones locales del Imperio otomano y, en 1995, se convirtió en un departamento de la gobernación de Ma'an dentro de un programa de descentralización gubernamental.
Shawbak es conocida por el castillo de Shawbak, anteriormente castillo de Montreal, construido por los cruzados en 1115 y anexionado al sultanato ayubí de Saladino en 1187. Junto con Petra y Áqaba forma un triángulo que se encuentra en el cruce de caminos entre Siria, Arabia y Egipto. Su elevación le da una importancia estratégica.

## La ciudad moderna
Por su elevación, Shawbak posee inviernos largos y fríos y, al estar en la frontera del desierto de Arabia, los veranos son muy secos. Las precipitaciones medias oscilan entre los 150 y 350 mm de lluvia anuales.

La mayor fuente de ingresos de Shawbak es la agricultura, seguida del turismo. A su alrededor hay en torno a 190 kilómetros cuadrados de olivos, hortalizas y frutales, entre los que destacan los manzanos. También es un importante productor de miel. Los estudios de agricultura se realizan en la Universidad de Al-Balqa (Al-Balqa' Applied University).

## Galería

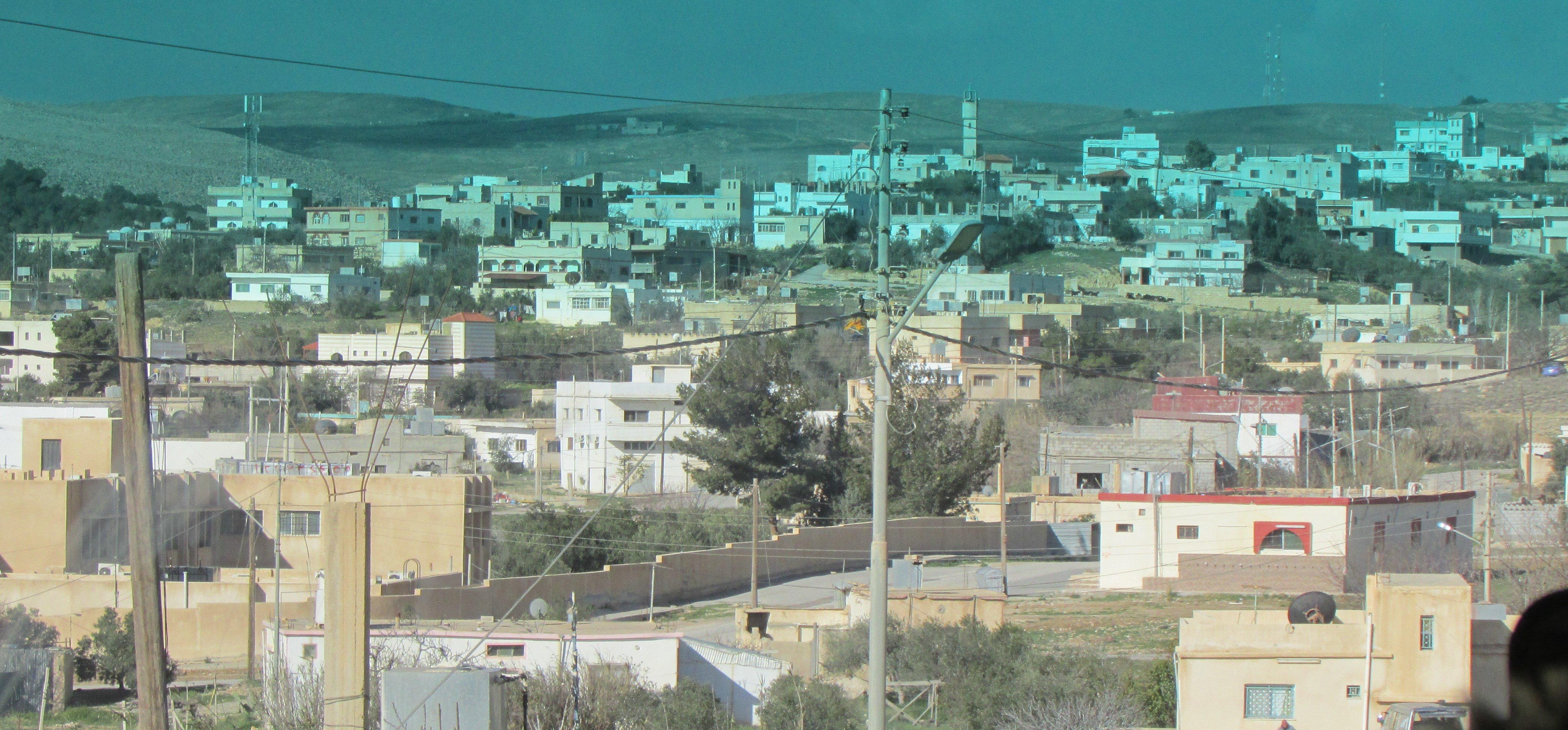
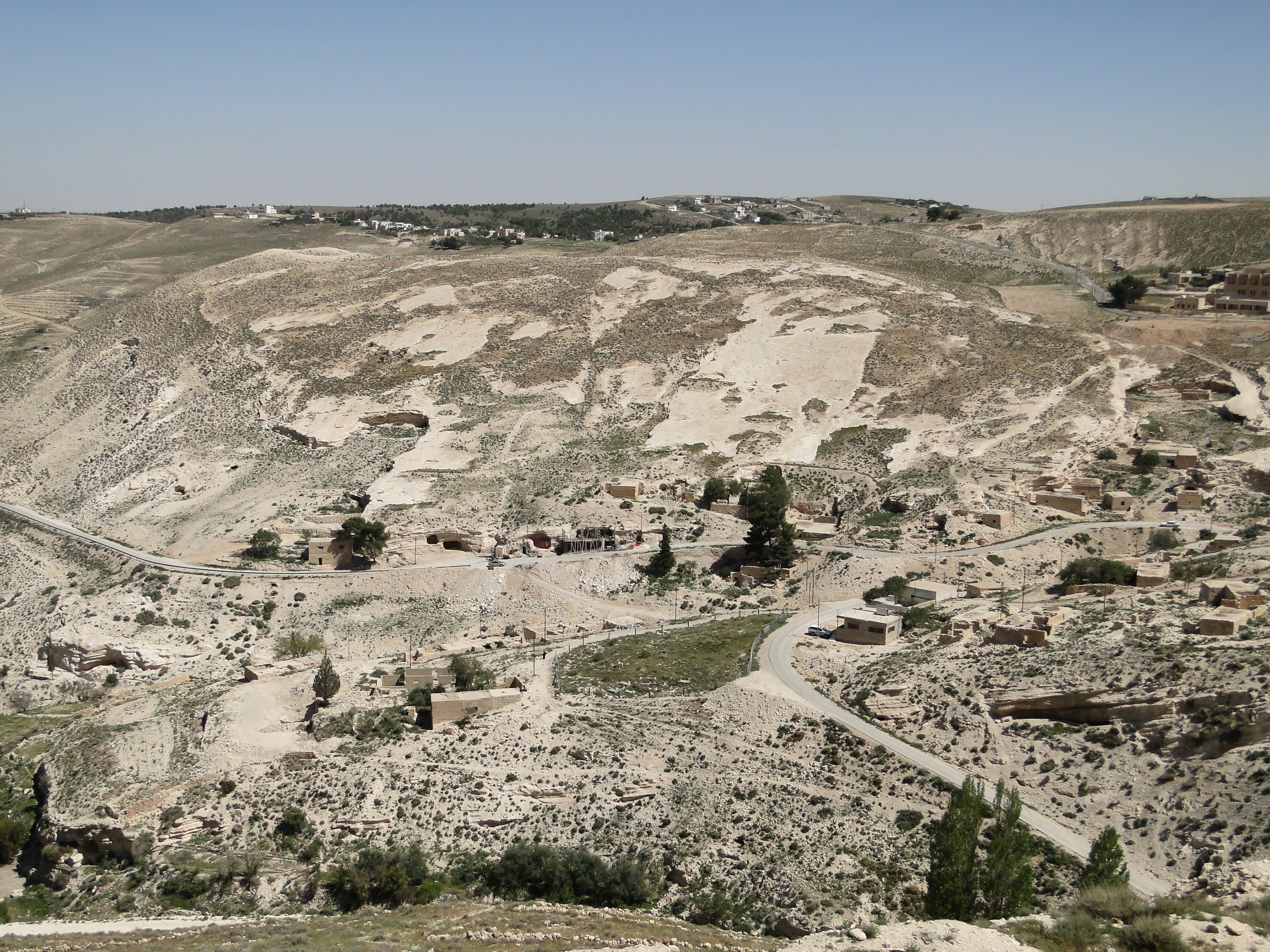

## Demografía
| Gráfica de evolución de Shawbak entre 2004 y 2015 |
|                                                   |

El censo de 2004 indicaba que de sus 12.590 habitantes, el 55% eran mujeres. Había 1.663 hogares con una media de 5 personas por casa. La mayoría son musulmanes.